# Marie Louise Stig Sørensen
 Marie Louise Stig Sørensen FBA FSA  er en dansk arkæolog. Hun er professor emeritus i europæisk forhistorie og kulturarvsstudier ved University of Cambridge og professor i bronzealderarkæologi ved University of Leiden. Hendes forskning fokuserer på bronzealderens Europa, kulturarv og arkæologisk teori. Blandt de teoretiske arkæologer er Sørensen særligt kendt for sin omfattende forskning i genderarkæologi.

## Karriere
Sørensen er født i Danmark i 1954. Hun blev kandidat i forhistorisk arkæologi fra Aarhus Universitet i 1981. I 1985 modtog Sørensen ph.d.-graden fra University of Cambridge baseret på sin forskning i overgangen fra bronzealder til jernalder i Skandinavien.
Sørensen blev ansat ved Institut for Arkæologi og Antropologi på Cambridge Universitet i 1987. I 2011 blev hun udnævnt til professor ved Cambridge Universitet, og i 2012 blev hun også professor i bronzealderstudier ved University of Leiden. Indtil hun blev pensioneret, var Sørensen leder af forskningen i arkæologi samt den humanistiske, sociale og politiske videnskab på Jesus College, Cambridge.
Hun har modtaget forskningsfinansiering fra en række engelske forskningsråd som Leverhulme Trust, der finansierede projektet "Changing Beliefs of the Human Body". Sørensen er i gang med udgravninger ved bronzealderens tell ved Százhalombatta, Ungarn, og ved en tidlig luso-afrikansk bosættelse på Santiago Island, Kap Verde.
Hendes monografi Gender Archaeology er en nøgleudgivelse i europæisk arkæologi.

## Hæder og priser
Sørensen blev valgt som Fellow i Society of Antiquaries of London (FSA) den 10. oktober 2010.  I 2022 blev hun valgt til Fellow of the British Academy (FBA), der er Englands nationale akademi for humaniora og samfundsvidenskab.
Sørensen blev tildelt den 16. European Archaeology Heritage Prize i 2014 som en anerkendelse af hendes enestående bidrag til bevarelse af kulturarv.  Hun holdt Felix Neubergh-foredraget ved Göteborgs Universitet, Sverige, og modtog Rigmor og Carl Holst-Knudsens Videnskabspris fra Aarhus Universitet i 2014. I 2019 blev hun valgt som medlem af Det Kongelige Norske Videnskabers Selskab.

## Udvalgte publikationer
- Marie Louise Stig Sørensen (1997). "Reading Dress: the construction of social categories and identities in Bronze Age Europe". Journal of European Archaeology 5(1), 93–114.
- Margarita Diaz-Andreu & Marie Louise Stig Sørensen (1998). Excavating Women: A History of Women in European Archaeology. London: Routledge. ISBN 0-415-15760-9
- Marie Louise Stig Sørensen (2000). Gender Archaeology. Cambridge: Polity Press. ISBN 0-7456-2014-0
- Marie Louise Stig Sørensen (2009). Gender, Material Culture and Identity in the Viking Age Diaspora. Viking and Medieval Scandinavia 5, s. 245–261. https://www.academia.edu/271171/Gender_Material_Culture_and_identity_in_the_Viking_Diaspora._In_Viking_and_Medieval_Scandinavia_5_2009_253-269
- Marie Louise Stig Sørensen & Katharina Rebay-Salisbury (2009). "Landscapes of the body: burials of the Middle Bronze Age in Hungary". European Journal of Archaeology 11(1), 49–74. DOI: 10.1177/1461957108101241
- Katharina Rebay-Salisbury, Marie Louise Stig Sørensen & Jessica Hughes (red.) (2010). Body Parts and Bodies Whole: Changing Relations and Meanings. Oxford: Oxbow Books. ISBN 9781842174029
- Marie Louise Stig Sørensen (2010). "Households". I: T. Earle (red.), Organizing Bronze Age Societies. The Mediterranean, Central Europe & Scandinavia Compared. Cambridge: Cambridge University Press, s. 122–154.